# Ленинский район (Уфа)
Ле́нинский райо́н (баш. Ленин районы)— один из семи городских районов Уфы, расположенный в его западной части.

## География
Район выделяется тем, что его жилые районы расположены по обоим берегам реки Белой. Основную площадь занимают Нижегородка, расположенная вдоль правого берега реки Белой, и Затон — на левобережье Белой.

## История
В 1936 году в составе Уфы был выделен Ленинский район, который включал в себя исторические районы Архиерейку, Затон, Нижегородку, Железнодорожный, Пристанский и др.
Ленинский район является одним из самых старых административных районов города. Является 5 по размеру районом Уфы после Октябрьского района. При его создании численность населения составила 91,2 тысячи человек, что составляло 40 % населения Уфы.
Долгое время он играл организующую роль в жизни столицы республики, здесь размещались все городские органы власти и учреждения.
Во время Великой Отечественной войны на территорию района было эвакуировано более 20 тысяч человек. Появились агрегатный завод, завод аппаратуры связи и завод низковольтной аппаратуры. 12 августа 1941 года был развернут эвакуационный госпиталь по улице Красина, 33.
Территория района составляет 70,9 км².

## Этнографический состав
По данным за 2013 год, на территории Ленинского района Уфы проживает около 73 национальностей.

## Население
| 1959    | 1970    | 1979    | 1989    | 2002    | 2003    | 2004    |
| ------- | ------- | ------- | ------- | ------- | ------- | ------- |
| 88 584  | ↘75 812 | ↘75 298 | ↗76 448 | ↘70 456 | ↗70 457 | ↗71 447 |
| 2005    | 2006    | 2007    | 2008    | 2009    | 2010    | 2013    |
| ↗72 822 | ↗73 452 | ↗73 980 | ↗74 439 | ↗75 386 | ↗77 362 | ↗80 759 |
| 2014    | 2015    | 2016    | 2017    | 2020    | 2021    |         |
| ↗82 201 | ↗84 535 | ↗85 270 | ↗85 974 | ↗89 062 | ↗91 530 |         |

## Промышленность
На территории района расположены:
- ОАО «АНК „Башнефть“»,
- ОАО «Башкирэнерго»,
- ООО «Судоремонтно-судостроительный завод»,
- ФГУП «Уфимское агрегатное производственное объединение»,
- ОАО «Уфимское научно-производственное предприятие „Молния“»,
- ООО «Уфимский фанерно-плитный комбинат»,
- ООО «Башкирское производственное объединение „Прогресс“»,
- ОАО «Уфимский лакокрасочный завод»,
- ГУП ИПК МВД РБ «Типография имени Ф. Э. Дзержинского»,
- ФГУП «Уфимское протезно-ортопедическое предприятие»,
- Уфимский спирто-водочный комбинат «Золотой век»,
- ОАО «Башкирское речное пароходство»,
- ГУП «Башавтотранс».